# Canal de Damme
Pour les articles homonymes, voir Damme (homonymie).
Le canal de Damme ( Damse Vaart ou 'Napoleonvaart') est un canal situé dans la province de Flandre-Occidentale en Belgique. Il relie la ville de Bruges avec la ville néerlandaise de L'Écluse. 

## Histoire
Le canal fut construit sur ordre de Napoléon Bonaparte en 1810. Le canal devait donner à Bruges un accès à l’embouchure de l’Escaut. Il faisait partie d’un réseau de canaux intérieurs permettant de transporter les troupes sans être inquiété par la marine britannique en mer. Par suite de la défaite de Napoléon, le canal ne fut achevé qu’en 1856.

## Géographie
Au niveau de Damme, le canal croise le Canal Léopold et le Canal de Schipdonk qui furent creusés vers le milieu du XIXe siècle. Il fut nécessaire de construire un système de siphons à cause de la différence de niveaux entre les canaux. Le transport continua jusque 1940 lorsque les troupes de génie françaises détruisirent les siphons ce qui arrêta le transport maritime. Plus tard, le canal fut néanmoins utilisé pour la navigation de plaisance. Un bateau pour les touristes utilise le canal entre Bruges et Damme, il y a aussi un transbordeur pour traverser le canal entre Damme et L'Écluse. La frontière est matérialisée par une borne noire et blanche visible sur la rive droite en venant de L'Écluse.  